# Фране Селак
Фране Селак (хорв. Frane Selak; нар. 14 червня 1929 – 30 листопада 2016) — хорватський музикант та вчитель музики. Відомий завдяки своїй заяві, що уник смерті в результаті семи нещасних випадків і згодом виграв у лотерею, за що був названий журналістами «найвезучішою людиною у світі».

## Біографія
Фране Селак народився 14 червня 1929 року в Югославії. За освітою — музичний диригент. Протягом багатьох років керував шкільним хором. Був одружений п'ять разів. У червні 2002 року виграв у лотереї суму, еквівалентну £600 тис., яку вирішив роздати родичам і друзям.

### Нещасні випадки
Згідно свідчень самого Фране Сілака, протягом свого життя він пережив 7 смертельно небезпечних нещасних випадків:
- Селаку пощастило в 1962 році, коли поїзд, яким він їхав з Сараєво до Дубровника, зійшов з рейок і впав у крижану річку. У результаті події 17 осіб загинуло, а він зумів виплисти на берег, отримавши сильне переохолодження, шок, забої та перелом руки.
- Єдиним непідтвердженим випадком є те, що в 1963 році він випав з літака Douglas DC-8 між Загребом та Рієкою: у ході польоту раптово відчинилися двері літака. В результаті цієї катастрофи загинули 19 осіб. Селак приземлився на стіг сіна і відбувся шоком, синцями та порізами. Інформацію не підтверджується ні в http://aviation-safety.net/database/dblist.php?Country=9A [Архівовано 2 лютого 2021 у Wayback Machine.] ні в https://en.wikipedia.org/wiki/List_of_accidents_and_incidents_involving_the_Douglas_DC-8 [Архівовано 8 листопада 2020 у Wayback Machine.]
- У 1966 році автобус, яким Селак їхав до Спліта, нахилився і впав у річку. Загинуло чотири особи. Селак виплив на беріг, отримавши порізи, забої та сильний шок.
- У 1970 році автомобіль, яким їхав хорват по шосе, раптово загорівся. Селак встиг вибратися з машини за кілька секунд до вибуху бензобака.
- У 1973 році Селак втратив майже все волосся на голові через несправність паливного насоса, який випорскнув бензин просто на розпечений двигун його автомобіля.
- У 1995 році на одній з вулиць Загреба його випадково збив автобус. Хорват і цього разу відбувся шоком, отримавши несильні забої.
- У 1996 році Селак їхав своїм автомобілем у горах, коли раптово після повороту він побачив вантажівку з розпізнавальними знаками миротворчих сил ООН, яка їхала просто на нього. Його авто врізалося у дорожній відбійник, проломавши його, зависла на краю прірви. В останній момент хорват встиг вистрибнути з автомобіля і після невеликого польоту зміг вхопитися за дерево, звідки спостерігав падіння в гірську ущелину свого авто, яке вибухнуло за 90 метрів від нього.

## Сімейне життя
Відомо, що Селак був одружений 5 разів. Чотири перших шлюби були невдалими, а про жінок нічого невідомо. П‘ята жінка вийшла заміж за хорвата вже після виграшу в лотореї, і була молодшою від чоловіка на 20 років. Про те, чи була ця жінка дружиною Фране на момент його смерті, невідомо.